# 比利·坎貝爾
比利·坎貝爾（William Oliver "Billy" Campbell，1959年7月7日—）是美國的一位演員。他出演過眾多電視劇，包括在《錦繡豪門》中飾演Luke Fuller角色，以及《吸血鬼：真愛不死》等電影。